# HD150714
HD150714 — хімічно пекулярна зоря спектрального класу A0, що має видиму зоряну величину в смузі V приблизно  7,6.
Вона  розташована на відстані близько 672,5 світлових років від Сонця.

## Фізичні характеристики
Телескоп Гіппаркос зареєстрував фотометричну змінність  даної зорі з періодом    1,63 доби в межах від  Hmin= 7,64 до  Hmax= 7,58.

## Пекулярний хімічний склад
Зоряна атмосфера HD150714 має підвищений вміст 
Si
.